# Programmes et audiences d'Intervilles
 (juin 2025).
- Si vous ne connaissez pas le sujet, laissez ce bandeau (vous pouvez alors contacter les auteurs).
- Si vous supprimez le contenu mis en cause (vous pouvez préalablement contacter les auteurs),

argumentez précisément cette suppression dans la page de discussion
(un manque de référence n'est pas un argument ; une recherche réelle de référence doit avoir été effectuée, être formellement documentée).
Cette liste présente la grille des éditions et des audiences de l'émission Intervilles.
En 1995, la première émission de la 15e édition est suivie par un téléspectateur sur deux et par 47% à 52% de téléspectateurs (8 millions en moyenne) pour l'ensemble de la saison.

## Tableau récapitulatif par saison
| Saison | Saison | Émissions | Première         | Finale             | Audience moyenne          | Audience moyenne |
| Saison | Saison | Émissions | Première         | Finale             | Nombre de téléspectateurs | PDM              |
| ------ | ------ | --------- | ---------------- | ------------------ | ------------------------- | ---------------- |
|        | 1      | 11        | 17 juillet 1962  | 27 septembre 1962  |                           |                  |
|        | 2      | 16        | 6 juin 1963      | 19 septembre 1963  |                           |                  |
|        | 3      | 13        | 2 juillet 1964   | 24 septembre 1964  |                           |                  |
|        | 4      | 5         | 29 juillet 1970  | 23 septembre 1970  |                           |                  |
|        | 7      | 3         | 10 juillet 1985  | 24 juillet 1985    | 14 000 000                | 43,0 %           |
|        | 9      | 9         | 3 juillet 1987   | 11 septembre 1987  |                           |                  |
|        | 10     | 10        | 1er juillet 1988 | 2 septembre 1988   |                           |                  |
|        | 11     | 10        | 1er juillet 1989 | 1er septembre 1989 |                           |                  |
|        | 12     | 9         | 6 juillet 1990   | 31 août 1990       | 6 897 000                 | 41,8 %           |
|        | 13     | 9         | 5 juillet 1991   | 30 août 1991       | 6 350 000                 | 38,8 %           |
|        | 14     | 11        | 5 juillet 1995   | 30 décembre 1995   | 8 162 000                 | 45,8 %           |
|        | 15     | 10        | 3 juillet 1996   | 6 septembre 1996   | 6 880 000                 | 43,5 %           |
|        | 16     | 10        | 2 juillet 1997   | 5 septembre 1997   | 6 023 000                 | 39,1 %           |
|        | 17     | 8         | 10 juillet 1998  | 28 août 1998       | 5 294 000                 | 33,8 %           |
|        | 18     | 1         | 6 septembre 1999 | 6 septembre 1999   | 4 522 000                 | 26,3 %           |
|        | 19     | 32        | 8 juillet 2004   | 19 août 2004       | 3 343 000                 | 19,1 %           |
|        | 20     | 6         | 4 juillet 2005   | 7 août 2005        | 4 183 000                 | 20,6 %           |
|        | 21     | 9         | 3 juillet 2006   | 28 août 2006       | 3 477 000                 | 18,8 %           |
|        | 22     | 10        | 25 juin 2007     | 27 août 2007       | 3 455 000                 | 17,6 %           |
|        | 23     | 11        | 23 juin 2008     | 25 août 2008       | 2 607 000                 | 13,9 %           |
|        | 24     | 9         | 1er juillet 2009 | 26 août 2009       | 2 394 000                 | 12,5 %           |
|        | 25     | 1         | 29 juin 2013     | 29 juin 2013       | 3 839 000                 | 20,4 %           |
|        | 26     | 4         | 3 juillet 2025   | 24 juillet 2025    | 2 539 000                 | 17,7%            |
|        | 27     | -         | 2026             | 2026               | -                         | -                |
| Total  | Total  | 344       | 17 juillet 1962  | -                  | 5 428 000                 | 29,0%            |

## Tableau détaillé par émission
| Nº         | Participants                                      | Émission   | Nombre de téléspectateurs | PDM    |
| ---------- | ------------------------------------------------- | ---------- | ------------------------- | ------ |
| 1e saison  |                                                   |            |                           |        |
| 1          | Saint-Amand-les-Eaux - Armentières                | 19/07/1962 |                           |        |
| 2          | Bayonne - Dax                                     | 26/07/1962 |                           |        |
| 3          | Cavaillon - Carpentras                            | 02/08/1962 |                           |        |
| 4          | Thann - Selestat                                  | 09/08/1962 |                           |        |
| 5          | Douarnenez - Concarneau                           | 16/08/1962 |                           |        |
| 6          | Concarneau - Cavaillon                            | 23/08/1962 |                           |        |
| 7          | Bayonne - Thann                                   | 30/08/1962 |                           |        |
| 8          | Dax - Saint-Amand-les-Eaux                        | 06/09/1962 |                           |        |
| 9          | Dax - Bayonne                                     | 13/09/1962 |                           |        |
| 10         | Cavaillon - Saint-Amand-les-Eaux                  | 20/09/1962 |                           |        |
| 11         | Saint-Amand-les-Eaux - Dax                        | 27/09/1962 |                           |        |
| 2e saison  |                                                   |            |                           |        |
| 12         | Antibes - Saint-Raphaël                           | 06/06/1963 |                           |        |
| 3e saison  |                                                   |            |                           |        |
| 28         | Hendaye - Saint-Jean-de-Luz                       | 02/07/1964 |                           |        |
| 4e saison  |                                                   |            |                           |        |
| 41         | Saint-Omer - Boulogne-sur-Mer                     | 29/07/1970 |                           |        |
| 42         | Vannes - Lorient                                  | 05/08/1970 |                           |        |
| 43         | Bayonne - Oloron-Sainte-Marie                     | 12/08/1970 |                           |        |
| 44         | Le Grau-du-Roi - Uzès                             | 19/08/1970 |                           |        |
| 45         | Saint-Omer - Bayonne                              | 23/09/1970 |                           |        |
| 5e saison  |                                                   |            |                           |        |
| 46         | Alès - Avignon                                    | 11/08/1973 |                           |        |
| 6e saison  |                                                   |            |                           |        |
| 47         | Nice - Saint-Amand-les-Eaux                       | 10/07/1985 | 14 000 000                |        |
| 48         | Villefranche-sur-Saône - Douai                    | 17/07/1985 |                           |        |
| 49         | Bayonne - Dax                                     | 24/07/1985 |                           | 43 %   |
| 9e saison  |                                                   |            |                           |        |
| 50         | Digne - Frejus                                    | 03/07/1987 |                           |        |
| 51         | Vic-Fezensac - Marennes                           | 10/07/1987 |                           |        |
| 52         | Gujan-Mestras - Les Gets                          | 17/07/1987 |                           |        |
| 53         | Marignane - Laval                                 | 24/07/1987 |                           |        |
| 54         | Roubaix - Cavaillon                               | 31/07/1987 |                           |        |
| 55         | Lodève - Aurillac                                 | 07/08/1987 |                           |        |
| 56         | Neuilly-Plaisance - Lunel                         | 14/08/1987 |                           |        |
| 57         | Le Lavandou - Petit-Couronne                      | 21/08/1987 |                           |        |
| 58         | Romorantin - Arles                                | 28/08/1987 |                           |        |
| 59         | ? - ?                                             | 04/09/1987 |                           |        |
| 60         | Le Lavandou - Vic-Fezensac                        | 11/09/1987 |                           |        |
| 11e saison |                                                   |            |                           |        |
| 71         | Valenciennes - Nîmes                              | 1989       |                           |        |
| 72         | Troyes - ? (finale)                               | 1989       |                           |        |
| 13e saison |                                                   |            |                           |        |
| 90         | Bayonne - Saint-Amand-les-Eaux                    | 06/07/1990 | 9 108 000                 |        |
| 91         | Cannes - Pamiers                                  | 13/07/1990 | 6 930 000                 | 47 %   |
| 92         | Saint-Denis-de-la-Réunion - Nancy                 | 20/07/1990 | 6 930 000                 | 45 %   |
| 93         | Martigues - Gap                                   | 27/07/1990 | 6 435 000                 | 37 %   |
| 94         | Alès - Vic-Fezensac                               | 03/08/1990 | 5 940 000                 | 42 %   |
| 95         | Bourg-en-Bresse - Pontivy                         | 10/08/1990 | 5 940 000                 | 42 %   |
| 96         | Épinal - Châteauroux                              | 17/08/1990 | 6 930 000                 | 40 %   |
| 97         | Cognac - Sarlat                                   | 24/08/1990 | 6 435 000                 | 40 %   |
| 98         |                                                   | 31/08/1990 | 7 425 000                 | 42 %   |
| 14e saison |                                                   |            |                           |        |
| 99         | Metz - Poitiers                                   | 05/07/1991 | 6 958 000                 | 44 %   |
| 100        | Troyes - Castelnaudary                            | 12/07/1991 | 6 958 000                 | 41 %   |
| 15e saison |                                                   |            |                           |        |
| 110        | Saint-Amand-les-Eaux - Valenciennes               | 05/07/1995 | 9 298 000                 | 49 %   |
| 111        | Poitiers - Cognac                                 | 12/07/1995 | 8 782 000                 | 48 %   |
| 112        | Saint-Raphaël - Sainte-Maxime                     | 19/07/1995 | 7 232 000                 | 49 %   |
| 113        | Gap - Sisteron                                    | 26/07/1995 | 8 265 000                 | 53 %   |
| 114        | Montauban - Agen                                  | 02/08/1995 | 7 749 000                 | 49 %   |
| 115        | Cahors - Sarlat                                   | 09/08/1995 | 7 749 000                 | 46 %   |
| 116        | Palavas-les-Flots - Le Grau-du-Roi                | 16/08/1995 | 7 232 000                 | 44 %   |
| 117        | Troyes - Chaumont                                 | 23/08/1995 | 7 749 000                 | 48 %   |
| 118        | Saint-Raphaël - Cahors                            | 30/08/1995 | 9 402 000                 | 52,9 % |
| 119        | Pralognan-la-Vanoise - Les Ménuires               | 23/12/1995 | 6 715 000                 | 33 %   |
| 120        | Font-Romeu - Ax-les-Thermes                       | 30/12/1995 | 7 232 000                 | 32 %   |
| 16e saison |                                                   |            |                           |        |
| 122        | Marseille - Cassis                                | 10/07/1996 |                           |        |
| 127        | Le Cannet - Antibes                               | 14/08/1996 |                           |        |
| 128        | Béziers - Castres                                 | 21/08/1996 |                           |        |
| 17e saison |                                                   |            |                           |        |
| 130        | Arras - Saint-Quentin                             | 10/07/1998 |                           |        |
| 131        |                                                   | 17/07/1998 |                           |        |
| 132        |                                                   | 24/07/1998 |                           |        |
| 133        | Concareaux - Quimper                              | 31/07/1998 | 6 000 000                 |        |
| 134        |                                                   | 07/08/1998 |                           |        |
| 135        |                                                   | 14/08/1998 |                           |        |
| 136        |                                                   | 21/08/1998 |                           |        |
| 137        |                                                   | 28/08/1998 |                           |        |
| 18e saison |                                                   |            |                           |        |
| 138        | Paris - Pékin                                     | 06/09/1999 | 4 522 000                 | 26,3 % |
| 19e saison |                                                   |            |                           |        |
| 20e saison |                                                   |            |                           |        |
| 171        | Saint-Quentin - Saint-Amand-les-Eaux              | 04/07/2005 | 4 072 000                 | 17,9 % |
| 172        | Pont-Saint-Esprit - Châteauneuf-du-Pape           | 11/07/2005 | 3 742 000                 | 17,8 % |
| 173        | Le Creusot - Moulins                              | 18/07/2005 | 3 907 000                 | 17,8 % |
| 174        | Arles - Digne-les-Bains                           | 25/07/2005 | 4 513 000                 | 22,8 % |
| 175        | L'Isle-d'Abeau - Bourgoin-Jallieu                 | 01/08/2005 | 5 008 000                 | 26 %   |
| 176        | Pont-Saint-Esprit - Saint-Quentin                 | 08/08/2005 | 3 687 000                 | 21,5 % |
| 21e saison |                                                   |            |                           |        |
| 177        | Le Touquet-Paris-Plage - Saint-Quentin            | 03/07/2006 | 3 980 000                 | 20,6 % |
| 178        | Port-Barcarès - Font-Romeu                        | 10/07/2006 | 3 307 000                 | 25 %   |
| 179        | Tarbes - Montauban                                | 17/07/2006 | 3 475 000                 | 18,5 % |
| 180        | Moulins - Montargis                               | 31/07/2006 | 3 195 000                 | 17,8 % |
| 22e saison |                                                   |            |                           |        |
| 181        | Metz - Mulhouse                                   | 25/06/2007 | 3 700 000                 | 16,5 % |
| 182        | Saint-Quentin - Beauvais                          | 02/07/2007 |                           |        |
| 183        | Tours - Saintes                                   | 09/07/2007 | 4 190 000                 | 20,1 % |
| 184        | Carcassonne - Castelnaudary                       | 16/07/2007 | 3 287 000                 | 16 %   |
| 185        | Digne-les-Bains - Bandol                          | 23/07/2007 | 3 410 000                 | 17,2 % |
| 186        | L'Isle-sur-la-Sorgue - Châteauneuf-du-Pape        | 30/07/2007 | 3 100 000                 |        |
| 187        | Nîmes - Marseille                                 | 06/08/2007 | 3 570 000                 | 20,1 % |
| 188        | Pau - Saint-Jean-de-Luz                           | 13/08/2007 | 3 004 000                 | 15,3 % |
| 189        | Mont-de-Marsan - Tarbes                           | 20/08/2007 | 3 400 000                 | 17,5 % |
| 190        | Mont-de-Marsan - Carcassonne                      | 27/08/2007 | 3 457 000                 | 17,6 % |
| 23e saison |                                                   |            |                           |        |
| 191        | Marseille - Paris                                 | 23/06/2008 | 2 750 000                 | 12,9 % |
| 192        | Saint-Amand-les-Eaux - Bergues                    | 30/06/2008 | 2 782 000                 | 14,6 % |
| 193        | Tarbes - Pau                                      | 07/07/2008 | 2 729 000                 | 13,9 % |
| 194        | Dax - Anglet                                      | 14/07/2008 | 2 170 000                 | 14 %   |
| 195        | Vannes - Saint-Quentin                            | 21/07/2008 | 2 976 000                 | 14,2 % |
| 196        | Palavas-les-Flots - Le Grau-du-Roi                | 28/07/2008 | 2 832 000                 | 15,4 % |
| 197        | Briançon - Marignane                              | 04/08/2008 | 2 533 000                 | 14 %   |
| 198        | Beaucaire - Agde                                  | 11/08/2008 | 2 065 000                 | 12,3 % |
| 199        | Mont-de-Marsan - Saint-Pierre                     | 18/08/2008 | 2 362 000                 | 13,6 % |
| 200        | Dax - Vannes                                      | 25/08/2008 | 2 307 000                 | 12,2 % |
| 24e saison |                                                   |            |                           |        |
| 201        | Marseille - Lille                                 | 01/07/2009 | 2 551 000                 | 11,8 % |
| 202        | Pornic - Courchevel                               | 08/07/2009 | 2 900 000                 | 13 %   |
| 203        | Pays de Montbéliard - Montargis                   | 15/07/2009 | 2 700 000                 | 13,4 % |
| 204        | Châlons-en-Champagne - Gap                        | 22/07/2009 | 2 700 000                 | 13,6 % |
| 205        | Châteauneuf-du-Pape - Plougastel                  | 29/07/2009 | 2 700 000                 | 14,1 % |
| 206        | Ajaccio - Dunkerque                               | 05/08/2009 | 2 200 000                 | 12,1 % |
| 207        | Valenciennes - Brive-La-Gaillarde                 | 12/08/2009 | 2 100 000                 | 12 %   |
| 208        | Metz - Nice                                       | 19/08/2009 | 1 400 000                 | 9,9 %  |
| 209        | Dax - Gap                                         | 26/08/2009 | 2 300 000                 | 11,1 % |
| 25e saison |                                                   |            |                           |        |
| 210        | Saint-Amand-les-Eaux - Dax                        | 29/06/2013 | 3 839 000                 | 20,4 % |
| 26e saison |                                                   |            |                           |        |
| 211        | Beauvais - Coulanges-lès-Nevers                   | 03/07/2025 | 3 350 000                 | 22 %   |
| 212        | Gap - Bourgoin-Jallieu                            | 10/07/2025 | 2 408 000                 | 17,1 % |
| 213        | Wallers - Saint-Amand-les-Eaux                    | 17/07/2025 | 2 001 000                 | 14 %   |
| 214        | Coulanges-lès-Nevers - Gap - Saint-Amand-les-Eaux | 24/07/2025 | 2 398 000                 | 17,7 % |
| 27e saison |                                                   |            |                           |        |
| 215        |                                                   | 2026       |                           |        |

## Intervilles International

### Tableau récapitulatif par saison
| Saison | Saison | Émissions | Première         | Finale           | Audience moyenne          | Audience moyenne | Audience moyenne |
| Saison | Saison | Émissions | Première         | Finale           | Nombre de téléspectateurs | PDM              |                  |
| ------ | ------ | --------- | ---------------- | ---------------- | ------------------------- | ---------------- | ---------------- |
|        | 11     | 13        | 6 septembre 2014 | 22 novembre 2014 | 426 000                   | 1,9%             |                  |
| Total  | Total  | -         | -                | -                | -                         |                  |                  |

### Tableau détaillé par émission
| Nº         | Participants                                                           | Émission   | Spectateurs | Parts |
| ---------- | ---------------------------------------------------------------------- | ---------- | ----------- | ----- |
| 11e saison |                                                                        |            |             |       |
| 1          | France - Russie - Hongrie - Égypte - Indonésie - les Amériques         | 06/09/2014 | 785 000     | 3,8%  |
| 2          | France - Russie - Hongrie - Égypte - Indonésie - les Amériques         | 13/09/2014 | 587 000     | 2,8%  |
| 3          | France - Russie - Hongrie - Égypte - Indonésie - les Amériques         | 20/09/2014 | 662 000     | 3,2%  |
| 4          | France - Russie - Hongrie - Égypte - Indonésie - les Amériques         | 27/09/2014 | 382 000     | 1,8%  |
| 5          | France - Russie - Hongrie - Égypte - Indonésie - les Amériques         | 04/10/2014 | 453 000     | 2,1%  |
| 6          | France - Russie - Hongrie - Égypte - Indonésie - les Amériques         | 11/10/2014 | 447 000     | 2,0%  |
| 7          | France - Russie - Hongrie - Égypte - Indonésie - les Amériques         | 18/10/2014 | 327 000     | 1,5%  |
| 8          | France - Russie - Hongrie - Égypte - Indonésie - les Amériques         | 25/10/2014 | 464 000     | 2,1%  |
| 9          | France - Russie - Hongrie - Égypte - Indonésie - les Amériques         | 01/11/2014 | 280 000     | 1,2%  |
| 10         | France - Russie - Hongrie - Égypte - Indonésie - les Amériques         | 08/11/2014 | 242 000     | 1,1%  |
| 11         | France - Russie - Hongrie - Égypte - Indonésie - les Amériques         | 15/11/2014 | 244 000     | 1,0%  |
| 12         | Finale: France - Russie - Hongrie - Égypte - Indonésie - les Amériques | 22/11/2014 | 239 000     | 1,0%  |